# Chính sách thị thực của Thổ Nhĩ Kỳ
Chính sách thị thực Thổ Nhĩ Kỳ liên quan đến các yêu cầu mà người nước ngoài cần đạt dược nếu muốn đến và ở lại Thổ Nhĩ Kỳ.
Du khách đến Thổ Nhĩ Kỳ phải xin thị thực từ một trong những phái bộ ngoại giao Thổ Nhĩ Kỳ trừ khi họ đến từ một trong 78 quốc gia và vùng lãnh thổ được miễn thị thực và một trong 42 quốc gia và vùng lãnh thổ mà công dân có thể xin thị thực điện tử hoặc tại cửa khẩu. Thị thực Thổ Nhĩ Kỳ là giấy tờ được cấp bởi Bộ Ngoại giao và các phái vụ ngoại giao tại nước ngoài. e-Visas can be obtained online or via interactive kiosks placed in Turkish airports.
Du khách từ hầu hết các quốc tịch phải có hộ chiếu còn hiệu lực không dưới 60 ngày kể từ ngày có thị thực hoặc thời gian được miễn thị thực. Bộ Ngoại giao Thổ Nhĩ Kỳ khuyên du khách sử hữu hộ chiếu có hiệu lực ít nhất 6 tháng. Yêu cầu hộ chiếu còn hiệu lực không áp dụng với công dân Bỉ, Pháp, Luxembourg, Bồ Đào Nha, Tây Ban Nha và Thụy Sĩ, họ có thể đến đây với hộ chiếu hết hạn không quá 5 năm, công dân của Đức có thể đến với hộ chiếu hoặc thẻ căn cước hết hạn không quá 1 năm, công dân Bulgaria chỉ cần có hộ chiếu còn hiệu lực trong khoảng thời gian ở lại đây. Thẻ căn cước được chấp nhận thay cho hộ chiếu đối với công dân Bỉ, Pháp, Gruzia, Đức, Hy Lạp, Ý, Liechtenstein, Luxembourg, Malta, Hà Lan, Bắc Síp, Bồ Đào Nha, Tây Ban Nha, Thụy Sĩ và Ukraina. Yêu cầu khoảng thời gian có hiệu lực cũng không áp dụng với công dân các quốc gia mà thẻ căn cước được chấp nhận.
Mặc dù Thổ Nhĩ Kỳ là một quốc gia ứng cử làm thành viên của Liên minh Châu Âu, nó có chính sách thị thực phức tạp hơn chính sách thị thực Khối Schengen. Thổ Nhĩ Kỳ yêu cầu thị thực đối với một số quốc gia thành viên EU và các quốc gia và vùng lãnh thổ thuộc Phụ lục II của khối Schengen – Antigua và Barbuda, Úc, Áo, Bỉ, Bahamas, Barbados, Canada, Croatia, Síp, Dominica, Đông Timor, Grenada, Ireland, Kiribati, Malta, Quần đảo Marshall, Mauritius, Mexico, Micronesia, Na Uy, Hà Lan, Palau, Ba Lan, Bồ Đào Nha, Saint Lucia, Saint Vincent và Grenadines, Samoa, Quần đảo Solomon, Tây Ban Nha, Đài Loan, Tonga, Tuvalu, Các Tiểu vương quốc Ả Rập Thống nhất, Vương quốc Anh, Hoa Kỳ, và Vanuatu. Mặt khác, Thổ Nhĩ Kỳ miễn thị thực đối với một số quốc gia và vùng lãnh thổ khác – Azerbaijan, Belarus, Belize, Bolivia, Ecuador, Iran, Kosovo, Kyrgyzstan, Jordan, Lebanon, Mông Cổ, Morocco, Qatar, Nga, Tajikistan, Thái Lan, Tunisia, Turkmenistan và Uzbekistan.

## Bản đồ chính sách thị thực

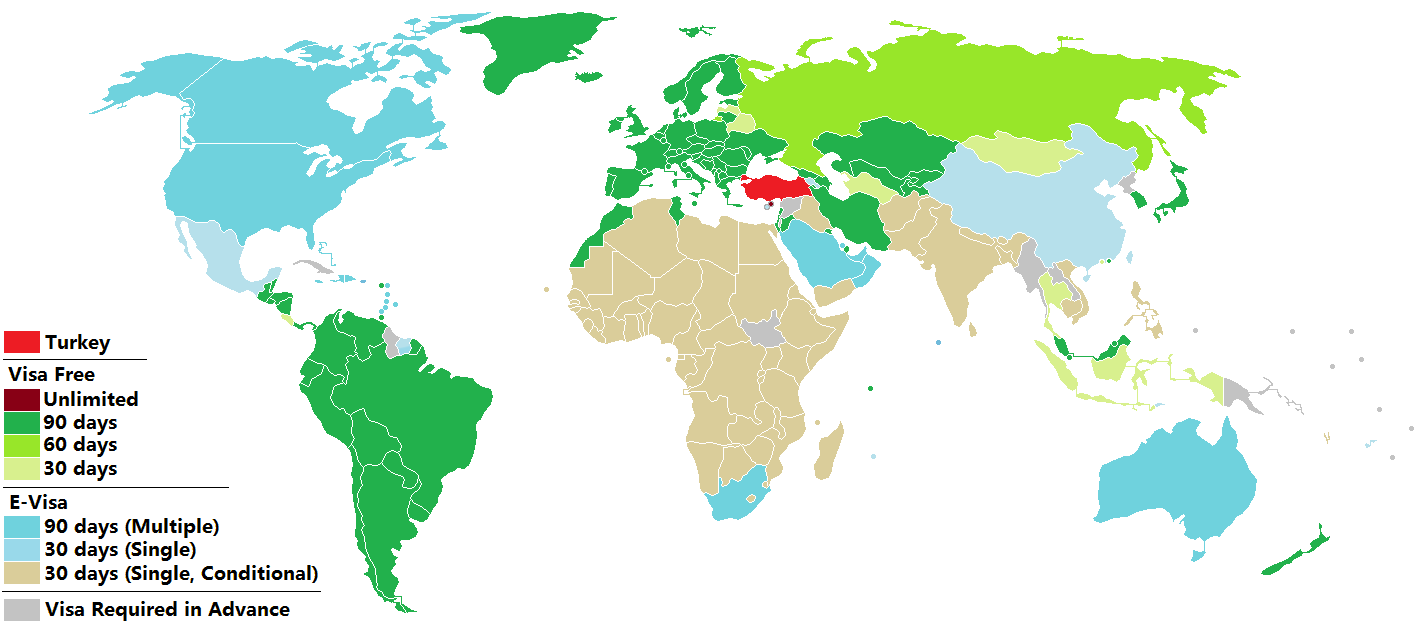
Chính sách thị thực Thổ Nhĩ Kỳ
Thổ Nhĩ Kỳ
Ở lại không giới hạn
Miễn thị thực - 90 ngày
Miễn thị thực - 60 ngày
Miễn thị thực - 30 ngày
Thị thực điện tử - 90 ngày (nhập cảnh nhiều lần)
Thị thực điện tử - 30 ngày (nhập cảnh một lần)
Thị thực điện tử - 30 ngày (có điều kiện)
Yêu cầu xin thị thực từ trước

## Theo luật
Công dân của các quốc gia sau không cần thị thực để đến, định cư, học và làm việc vĩnh viễn tại Thổ Nhĩ Kỳ mà không có bất kỳ giới hạn nhập cư nào:
| - Công dân Thổ Nhĩ Kỳ - Bắc Síp |

## Miễn thị thực
Công dân của 78 quốc gia và vùng lãnh thổ sau không cần thị thực để đến Thổ Nhĩ Kỳ lên đến khoảng thời gian được nêu rõ trong mỗi chu kỳ 180 với mục đích du lịch hoặc công tác (trừ khi được nêu rõ). Thẻ căn cước được chấp nhận thay cho hộ chiếu đối với công dân một số nước.
| - AlbaniaT - Andorra - Argentina - Belize - Bolivia - Bosna và Hercegovina - Brasil - Brunei - Bulgaria - Chile - Colombia - Cộng hòa Séc - Đan Mạch - Ecuador - El Salvador - Estonia - Phần Lan - PhápID 1 - GruziaID - ĐứcID 2 - Hy LạpID - Guatemala | - Honduras - Hồng Kông - Hungary - Iceland - Iran - Israel - ÝID - Nhật Bản - Jordan - KosovoT - Kuwait - Kyrgyzstan - Liban - LiechtensteinID - Lithuania - LuxembourgID 1 - Macedonia - Malaysia - Monaco - Montenegro - Maroc - Moldova - New Zealand | - Nicaragua - Panama - Paraguay - Peru - Qatar - RomaniaT - Saint Kitts và Nevis - San Marino - SerbiaT - Seychelles - Singapore - SlovakiaT - SloveniaT - Hàn Quốc - Thụy Điển - Thụy SĩID 1 - Trinidad và Tobago - Tunisia - UkrainaID - Uruguay - Thành Vatican - Venezuela |  |

| - Nga3 \| - Azerbaijan - Belarus - Costa Rica - Kazakhstan - Latvia - Macao \| - Mông Cổ - Tajikistan - Thái Lan - Turkmenistan - Uzbekistan \| \| |                                                               |  |
| - Azerbaijan - Belarus - Costa Rica - Kazakhstan - Latvia - Macao                                                                                  | - Mông Cổ - Tajikistan - Thái Lan - Turkmenistan - Uzbekistan |  |

| - Azerbaijan - Belarus - Costa Rica - Kazakhstan - Latvia - Macao | - Mông Cổ - Tajikistan - Thái Lan - Turkmenistan - Uzbekistan |  |

Thị thực cũng được miễn với hộ chiếu "Laissez-Passer" được cấp bởi Liên hợp quốc.

## Thị thực điện tử
Người sở hữu hộ chiếu của một trong 40 quốc gia và vùng lãnh thổ sau có thể xin thị thực điện tử trước khi đến. Trừ khi được nêu rõ, thị thực điện tử cũng có thể xin tại quầy tương tác ở sân bay Thổ Nhĩ Kỳ, mặc dù có phí cao hơn với một số quốc tịch. Khoảng thời gian được ở lại là 90 ngày trong mỗi chu kỳ 180 ngày đối với hầu hết các quốc tịch.
| - Antigua và Barbuda - Armenia1 - Úc - Áo - Bahamas - Bahrain - Barbados - BỉID 2 - Canada - Trung Quốc1 5 - Croatia - Síp1 - Dominica - Cộng hòa Dominican - Đông Timor1 5 - Fiji1 5 - Grenada - Haiti - Indonesia1 - Ireland | - Jamaica - Maldives - MaltaID 3 - Mauritius1 - Mexico1 3 - Hà LanID - Na Uy - Oman - Ba Lan - Bồ Đào NhaID 2 - Saint Lucia - Saint Vincent và Grenadines - Ả Rập Saudi5 - Nam Phi3 5 - Tây Ban NhaID - Suriname1 5 - Đài Loan1 3 5 - Các Tiểu vương quốc Ả Rập Thống nhất5 - Vương quốc Anh4 - Hoa Kỳ |

ID - Có thể đến bằng thẻ căn cước

1 - Chỉ có thể xin thị thực nhập cảnh một lần có hiệu lực 30 ngày.

2 - Có thể đến với hộ chiếu đã hết hạn (lên đến 5 năm)

3 - Thị thực điện tử được cấp miễn phí. Phí có thể được áp dụng với công dân Mexico xin tại cửa khẩu.

4 - Chỉ đối với công dân Anh và Công dân Anh (hải ngoại).

5 - Không thích hợp với thị thực tại cửa khẩu.

### Thị thực điện tử có điều kiện
Công dân của các quốc gia và vùng lãnh thổ sua có thể xin thị thực điện tử nhập cảnh một lần và họ có thể ở lại lên đến 30 ngày nếu đạt đượt các điều kiện liệt kê dưới đây:
| - Afghanistan - Algeria - Angola - Bangladesh - Benin - Bhutan - Botswana - Burkina Faso - Burundi - Campuchia - Cameroon - Cape Verde - Cộng hòa Trung Phi - Chad - Comoros - Côte d'Ivoire | - DR Congo - Djibouti - Ai Cập - Guinea Xích Đạo - Eritrea - Ethiopia - Gabon - Gambia - Ghana - Guinea - Guinea-Bissau - Ấn Độ - Iraq - Kenya - Lesotho - Liberia | - Libya - Madagascar - Malawi - Mali - Mauritania - Mozambique - Namibia - Nepal - Niger - Nigeria - Pakistan - Palestine - Philippines - Cộng hòa Congo - Rwanda - São Tomé và Príncipe | - Senegal - Sierra Leone - Somalia - Sri Lanka - Sudan - Swaziland - Tanzania - Togo - Uganda - Vanuatu - Việt Nam - Yemen - Zambia - Zimbabwe |

Điều kiện:
- Tất cả các quốc tịch, trừ công dân của Gabon và Zambia, phải sở hữu thị thực hoặc giấy phép cư trú còn hiệu lực từ một trong các quốc gia sau: Khối Schengen, Ireland, Vương quốc Anh hoặc Hoa Kỳ. Thị thực hoặc giấy cư trú điện tử không được chấp nhận. Công dân Ai Cập dưới 20 hoặc trên 45 tuổi không cần thực hiện yêu cầu này.
- Tất cả các quốc tịch, trừ công dân của Afghanistan, Bangladesh, Ấn Độ, Pakistan và Philippines phải đến bằng một trong những hãng hàng không có quan hệ ngoại giao với Bộ Ngoại giao Thổ Nhĩ Kỳ. Bao gồm các hãng sau: AtlasGlobal, Onur Air, Pegasus Airlines và Turkish Airlines.[10] Công dân của Ai Cập cũng có thể đến bằng EgyptAir.
- Công dân Algeria phải dưới 18 hoặc trên 35 tuổi để được xin thị thực điện tử. Nếu không, cần có một thị thực dạng hình dán.
- Phải có bằng chứng đặt khách sạn và chứng minh tài chính (US$50 mỗi ngày).

## Thị thực tại cửa khẩu chỉ với một số trường hợp
Công dân của  Triều Tiên chỉ có thể xin thị thực tại cửa khẩu tại Sân bay Istanbul Ataturk nếu có thị thực hoặc thẻ cư trú được cấp bởi các quốc gia khối Schengen, Ireland, Vương quốc Anh hoặc Hoa Kỳ.

## Yêu cầu thị thực dạng nhãn dán
Công dân của các quốc gia và vùng lãnh thổ sau phải xin thị thực loại nhãn dán trước khi đến Thổ Nhĩ Kỳ tại một trong những phái vụ ngoại giao Thổ Nhĩ Kỳ:
| - Algeria (đối với người từ 18 đến 35 tuổi) - Cuba - Guyana - Kiribati - Lào - Quần đảo Marshall - Micronesia - Myanmar - Nauru - Triều Tiên1 | - Palau - Papua New Guinea - Samoa - Quần đảo Solomon - Nam Sudan - Syria - Tonga - Tuvalu1 |  |

1 - đối với người không đủ tiêu chuẩn xin thị thực tại cửa khẩu.

## Thống kê du khách
Hầu hết du khách đến Thổ Nhĩ Kỳ đều đến từ một trong các quốc gia sau:
| Quốc gia       | 2016       | 2015       | 2014       |
| -------------- | ---------- | ---------- | ---------- |
| Đức            | 3.890.074  | 5.580.792  | 5,250.036  |
| Gruzia         | 2.206.266  | 1.911.832  | 1.755.289  |
| Vương quốc Anh | 1.711.481  | 2.512.139  | 2.600.360  |
| Bulgaria       | 1.690.766  | 1.821.480  | 1.693.591  |
| Iran           | 1.665.160  | 1.700.385  | 1.590.664  |
| Ukraina        | 1.045.043  | 706.551    | 657.051    |
| Hà Lan         | 906.336    | 1.232.487  | 1.303.730  |
| Nga            | 866.256    | 3.649.003  | 4.479.049  |
| Azerbaijan     | 606.223    | 602.488    | 657.684    |
| Hy Lạp         | 593.150    | 755.414    | 830.841    |
| Pháp           | 555.151    | 847.259    | 1.037.152  |
| Ả Rập Saudi    | 530.410    | 450.674    | 341.786    |
| Hoa Kỳ         | 459.493    | 798.787    | 784.917    |
| Iraq           | 420.831    | 1.094.144  | 857.246    |
| Thổng          | 25.352.213 | 36.244.632 | 36.837.900 |

Thổ Nhĩ Kỳ cấp 16.199.968 thị thực điện tử giữa tháng 4 2013 và ngày 1 tháng 1 năm 2017. Tỷ lệ được nhận thị thực là 87,79% trên tổng 18.452.733 lượt xin trong khoảng thời gian này. Hầu hết thị thực được cấp cho công dân của Vương quốc Anh (4,6 triệu), Iraq (2 triệu) và Hà Lan (1,8 triệu).